# John Martin (konstnär)
John Martin, född 19 juli 1789 i Haydon Bridge i England, död 17 februari 1854 på Isle of Man, var en engelsk målare och grafiker verksam under romantiken. 
Apokalyptiska katastrofer, gigantisk arkitektur och ovädershimlar dominerar Martins oeuvre där små människogestalter i staffageform avbildas mitt i elementens raseri. Med utgångspunkt i Bibeln eller i litterära verk av till exempel Thomas Gray (Barden 1817), William Shakespeare (Macbeth 1820) och Lord Byron (Manfred vid avgrundens rand 1837) målade han dramatiska och visionära landskap i kolossalformat. Bland de bibliska motiven märks Josua befaller solen att stå stilla över Gibeon (1816), Belsassars gästabud (1820), Syndafloden (1828), Förstörelsen av Sodom och Gomorra (1852) och Den stora vredens dag (1851–1853). 
Martin var berömd redan under sin samtid och fick 1839 i uppdrag att måla drottning Viktorias kröning. Han bidrog själv till spridningen av sina verk genom grafiska reproduktioner i mezzotintteknik. I stora upplagor trycktes 1823–1827 hans illustrationer av John Miltons klassiska verk Det förlorade paradiset. Från Milton hämtade han motivet till skildringen av helvetet i Pandemonium; ett motiv han även utförde i olja på duk 1841. Mot slutet av sitt liv uppmärksammades han för triptyken Yttersta domen vars centralmotiv omges av Himlens slätter och Den stora vredens dag, alla målade 1851–1853 och inspirerade av Uppenbarelseboken (kapitel 21). De tre bilderna i triptyken turnerade över hela England och Amerika och såldes i stora upplagor som grafiska reproduktioner. Under många år var triptyken separerad men den återförenades 1974 på Tate Gallery.
Under slutet av 1800-talet och början av 1900-talet föll Martins dramatiska landskap ur modet och hans tavlor såldes till låga priser. Han benämndes som "Mad Martin"; ett epitet som troligtvis från början avsåg hans bror, mordbrännaren Jonathan Martin (1782–1838), som är känd för att ha anlagt en brand i York Minster 1829. En annan bror, William (1772–1851), var uppfinnare och vetenskapsman. John Martin gifte sig med den nio äldre Susan Garrett och fick med henne sex barn som överlevde till vuxen ålder, däribland en son som döptes efter sin gudfar Leopold I av Belgien under tiden Martin tjänstgjorde hos denne som hovmålare.    

## Bildgalleri

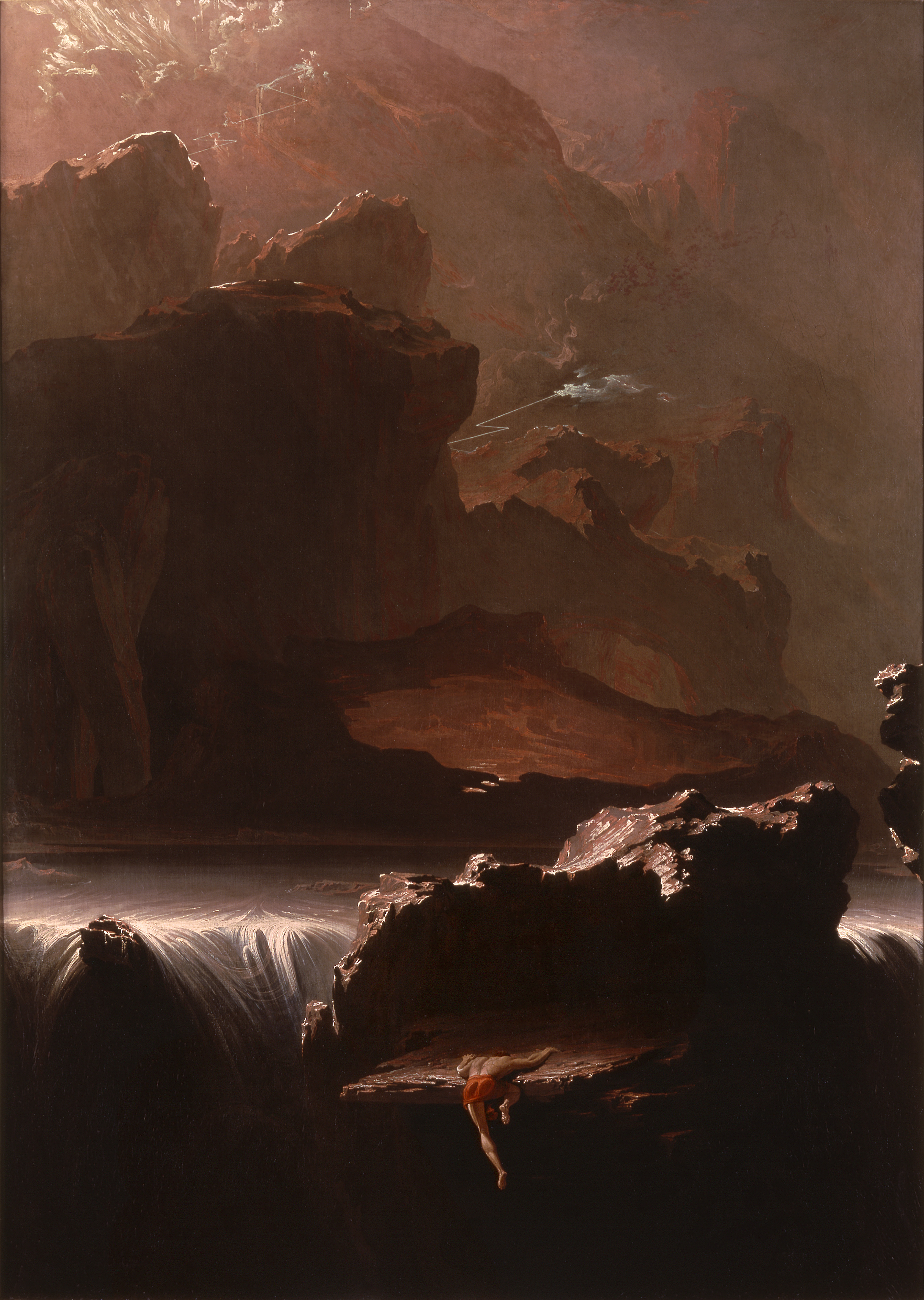
Sadak in Search of the Waters of Oblivion (1812, 76 × 64 cm), Saint Louis Art Museum.
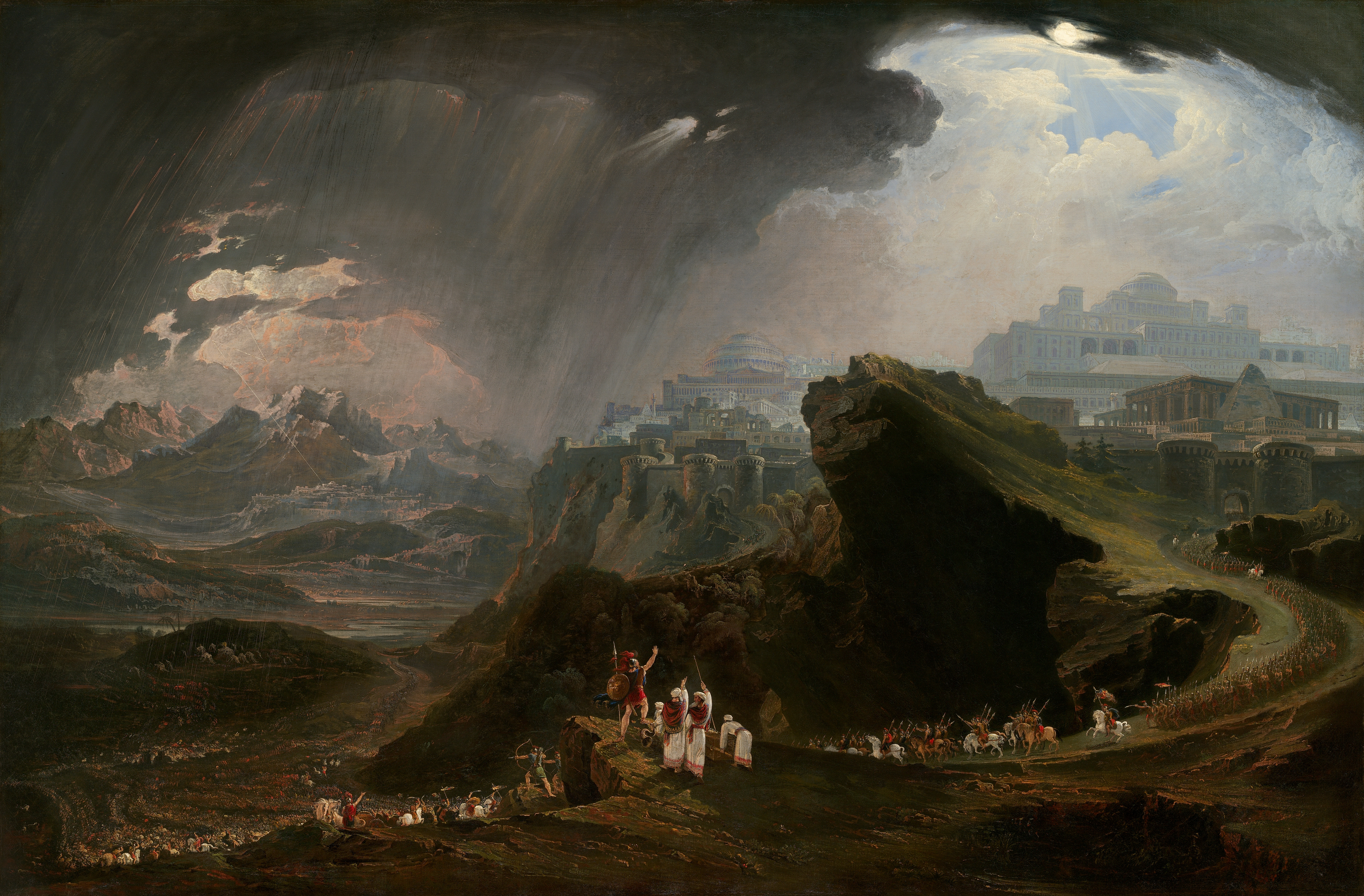
Josua befaller solen att stå stilla över Gibeon (1816, 150 x 231 cm), National Gallery of Art.
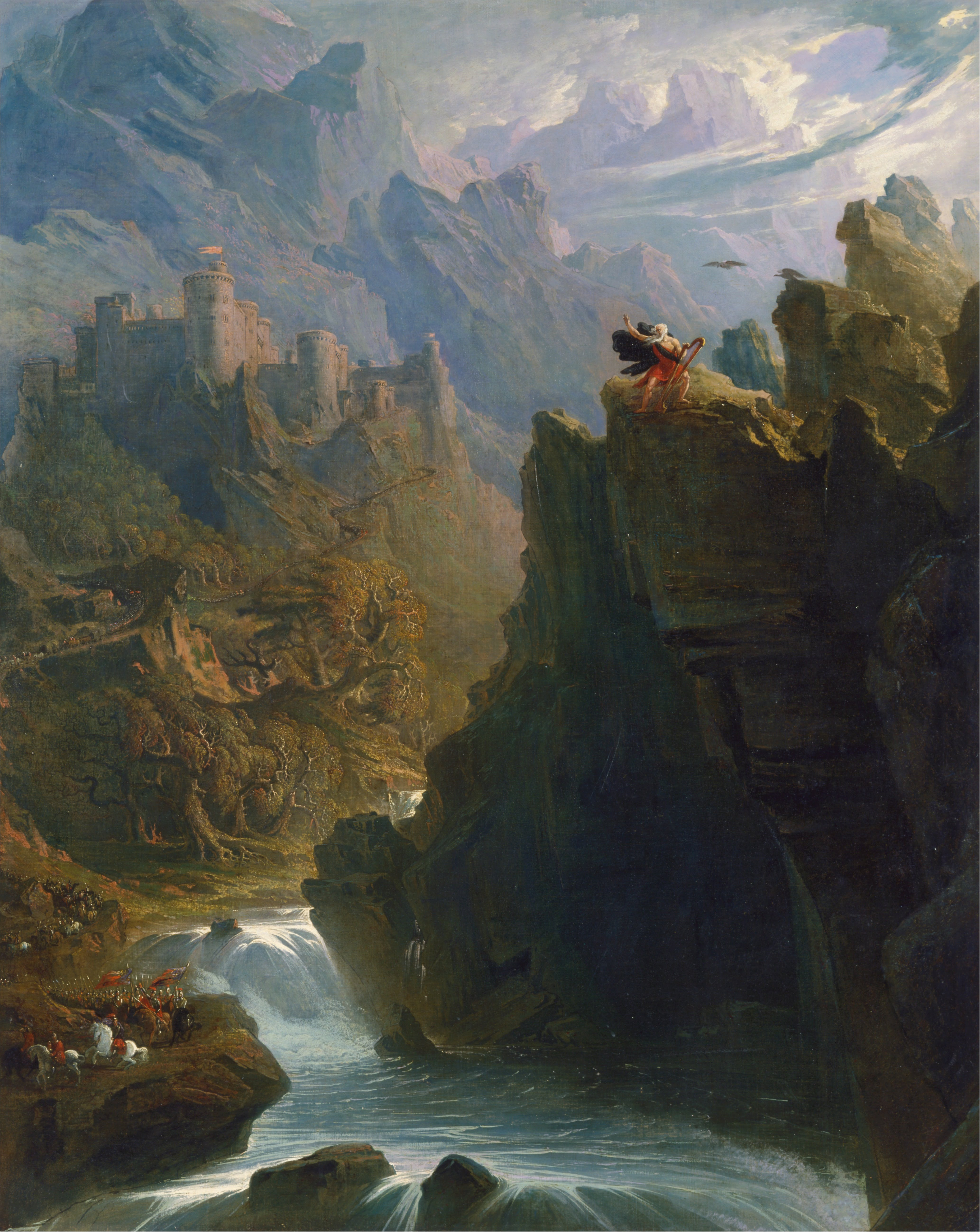
Barden (1817, 127 x 102 cm), Yale Center for British Art. Skildring av Grays dikt där den sista walesiska barden ses förbanna den engelska invasionshären innan han kastar sig ner för stupet.
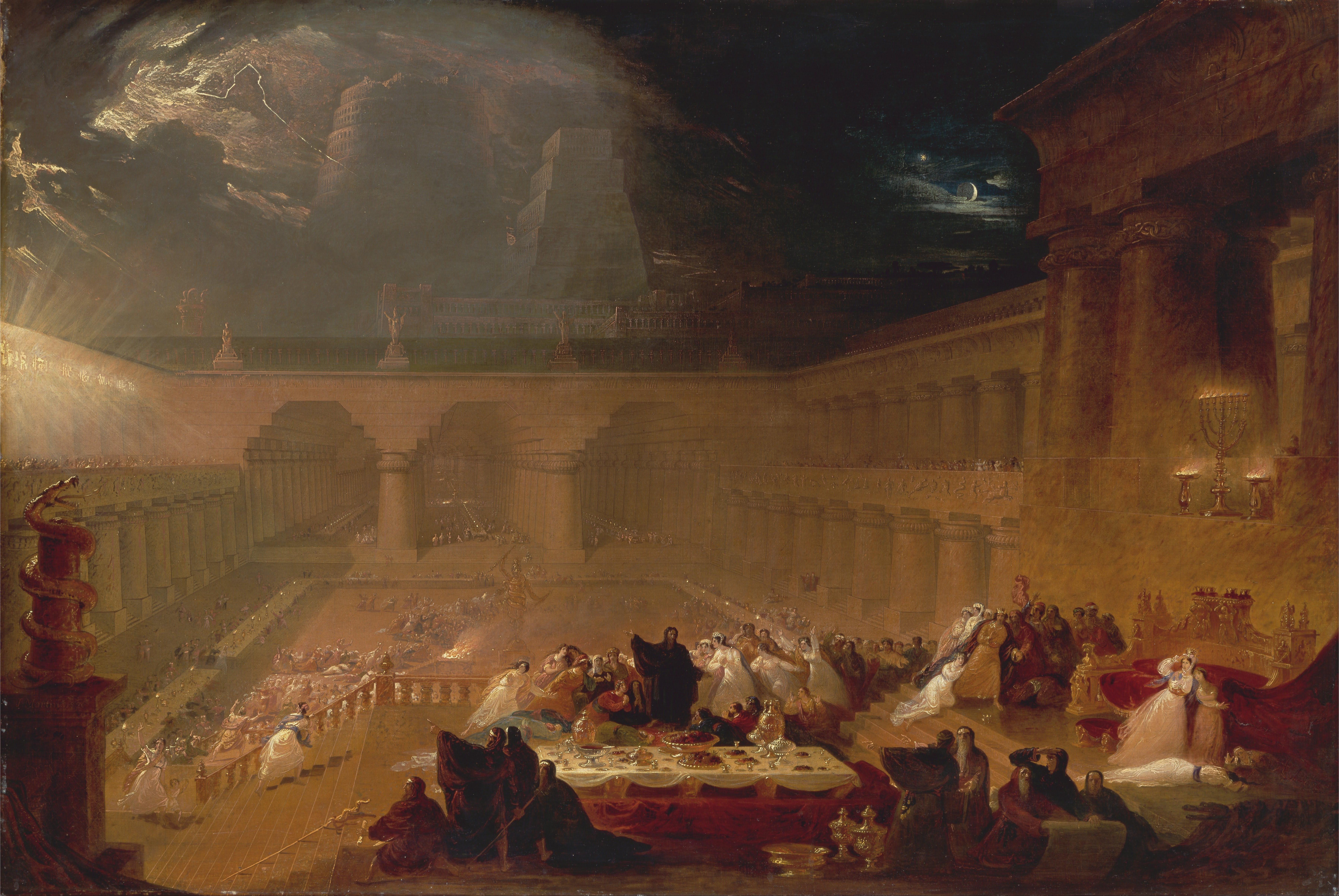
Belsassars gästabud (1820, 90 x 130 cm), Yale Center for British Art.
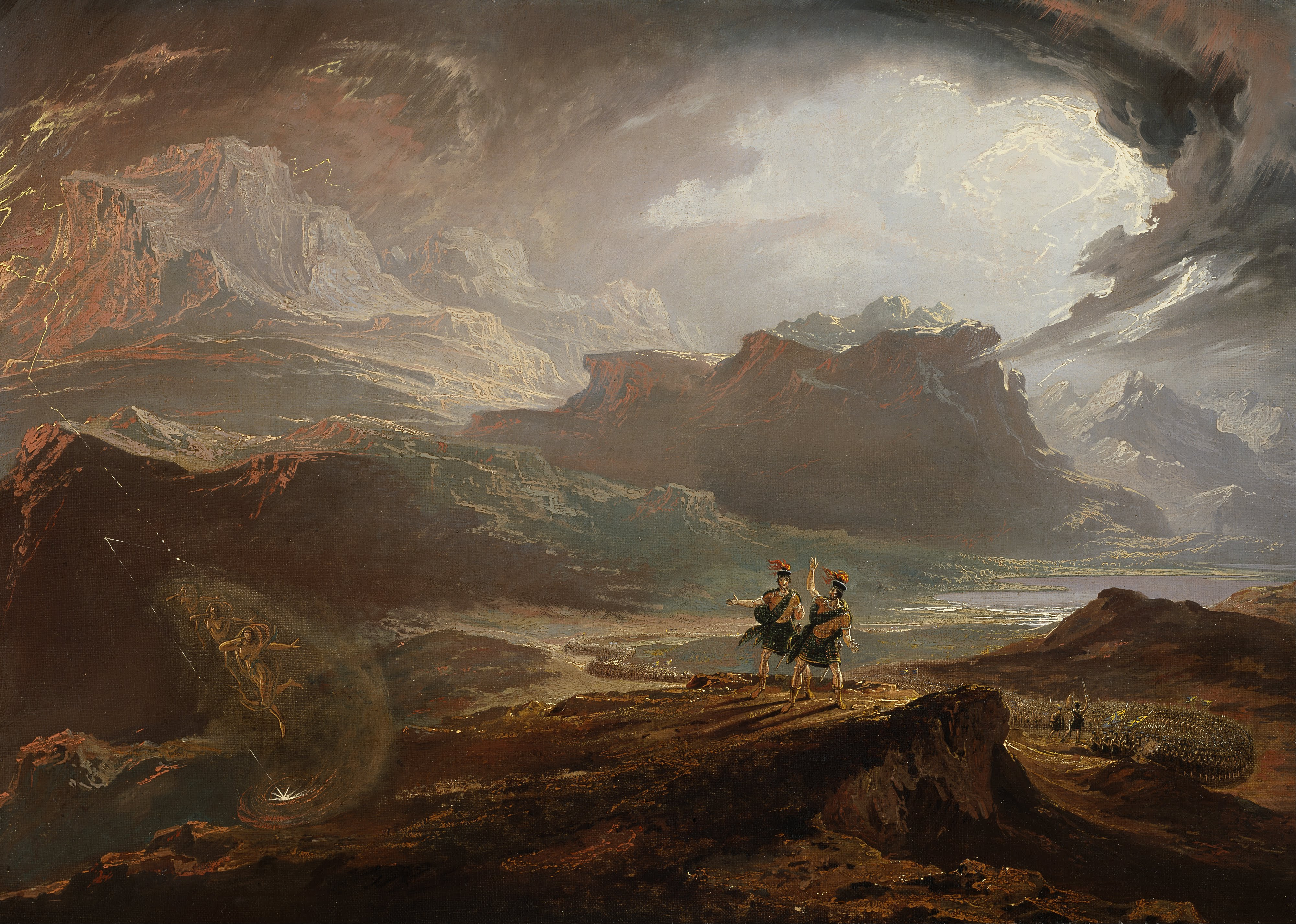
Macbeth (1820,  86 x 65 cm), Scottish National Gallery.
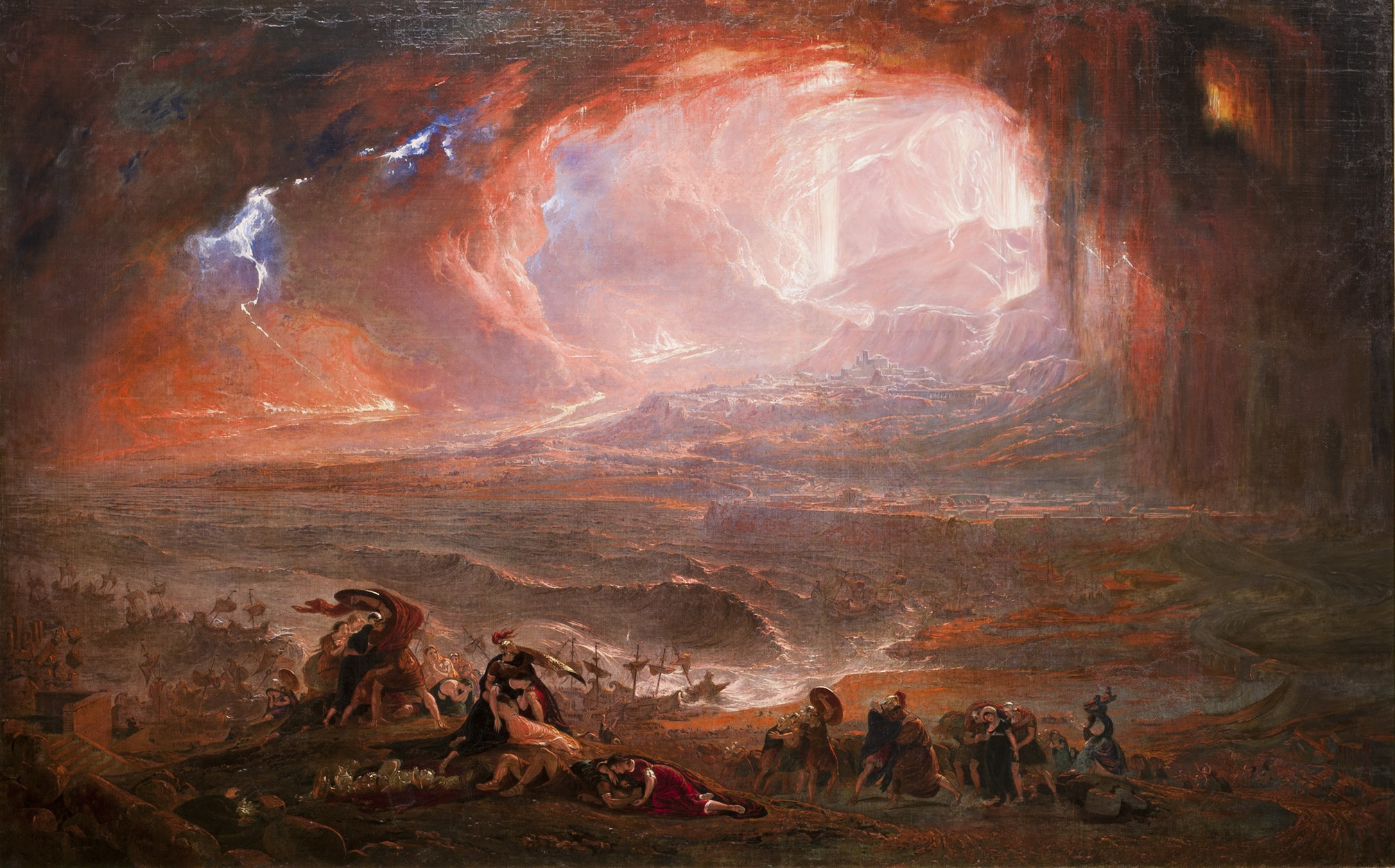
Pompeji och Herculaneums undergång (1822, 253 x 162 cm), Tate Britain.
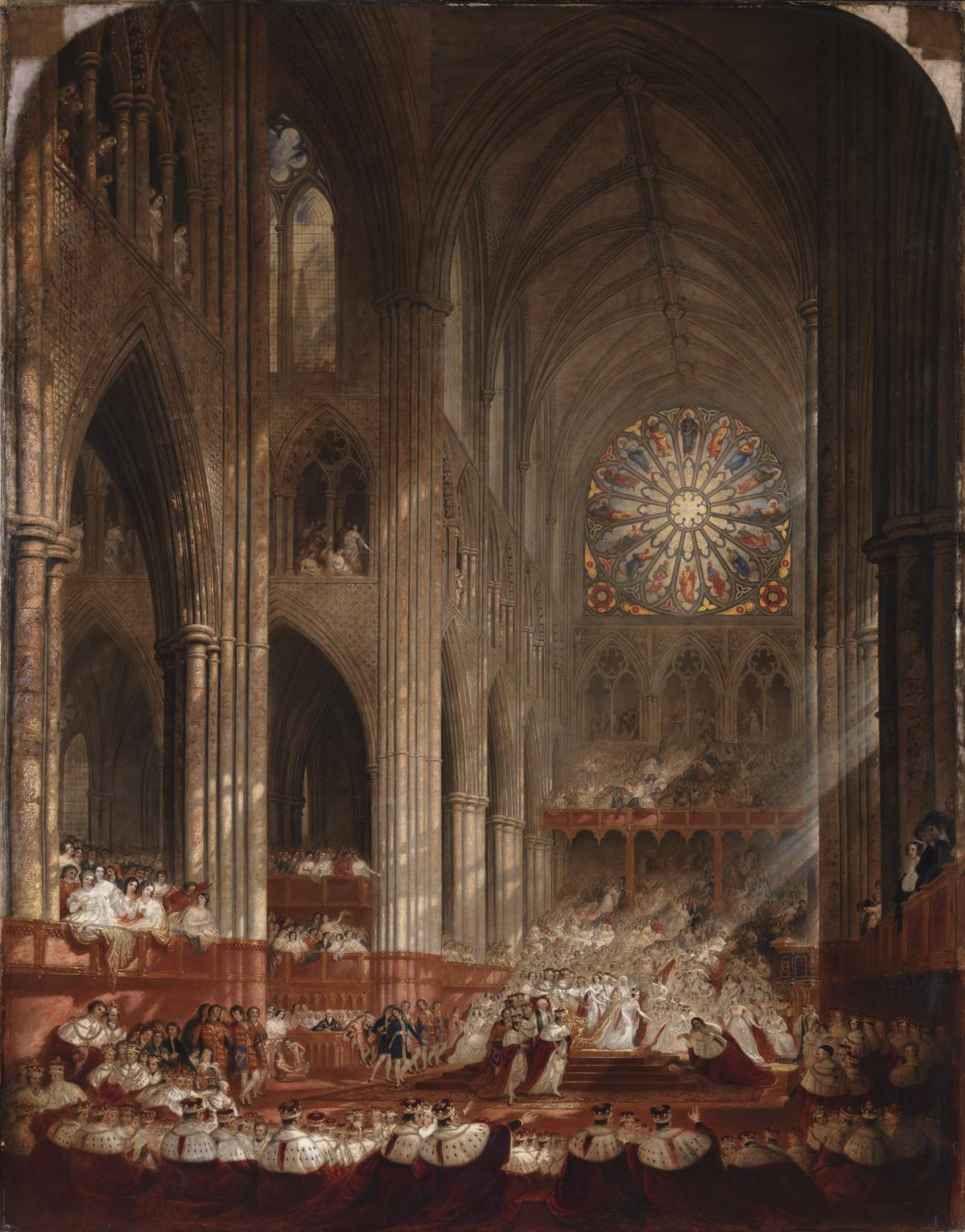
Drottning Viktorias kröning (1839, 238 x 185 cm), Tate Britain.
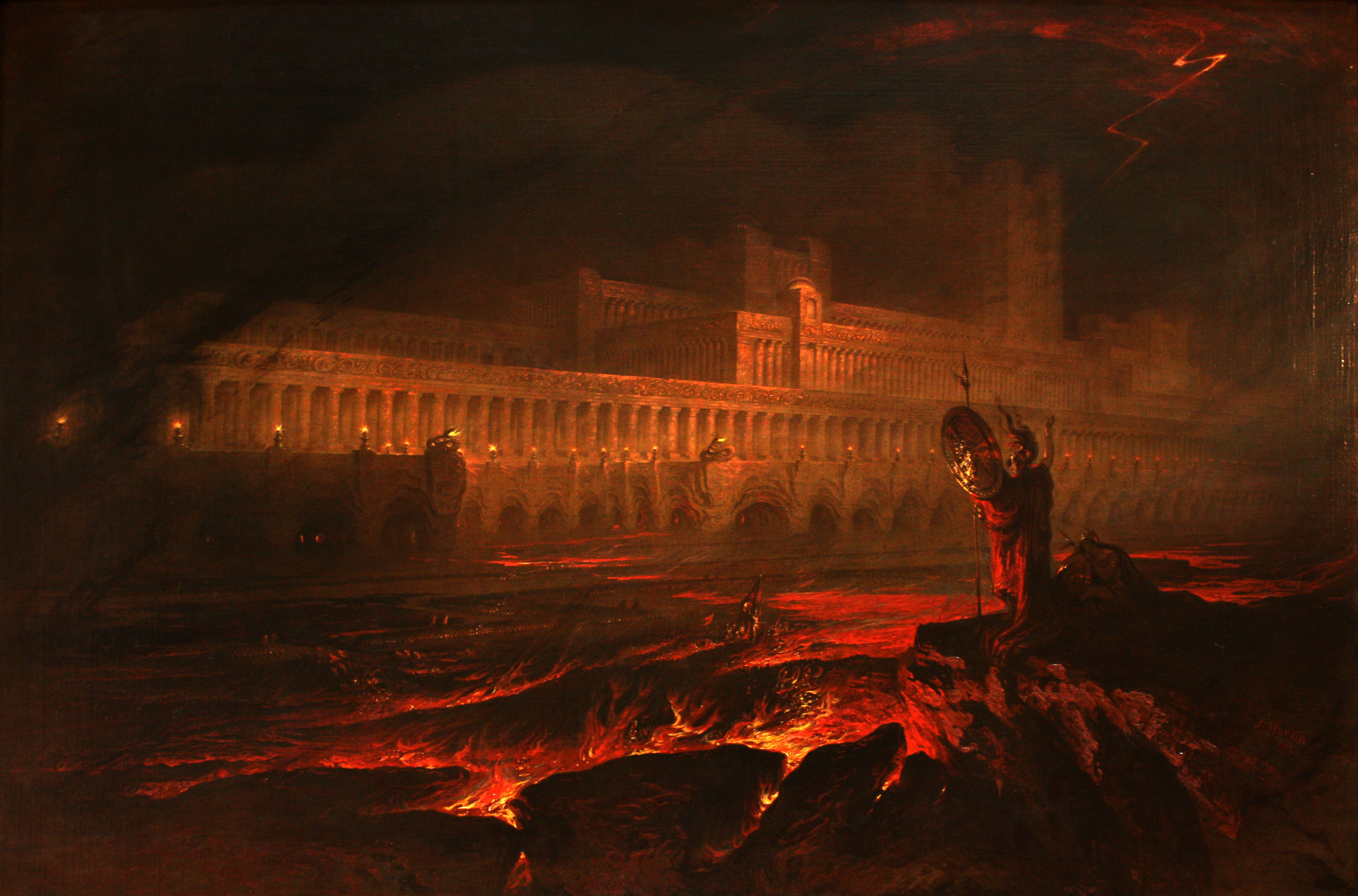
Pandemonium (1841, 123 x 185 cm), Louvren.
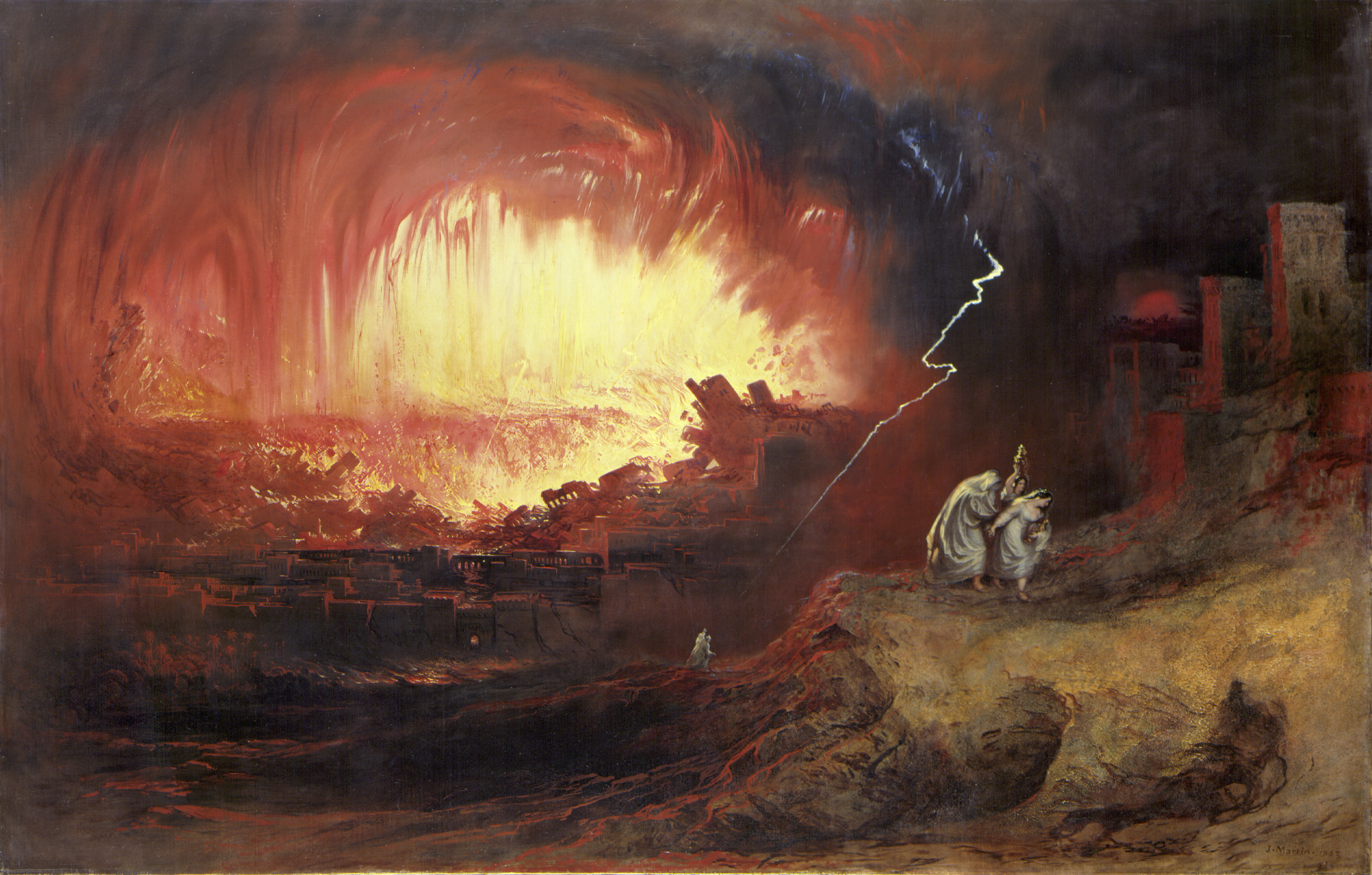
Förstörelsen av Sodom och Gomorra (1852, 136 x 212 cm), Laing Art Gallery.
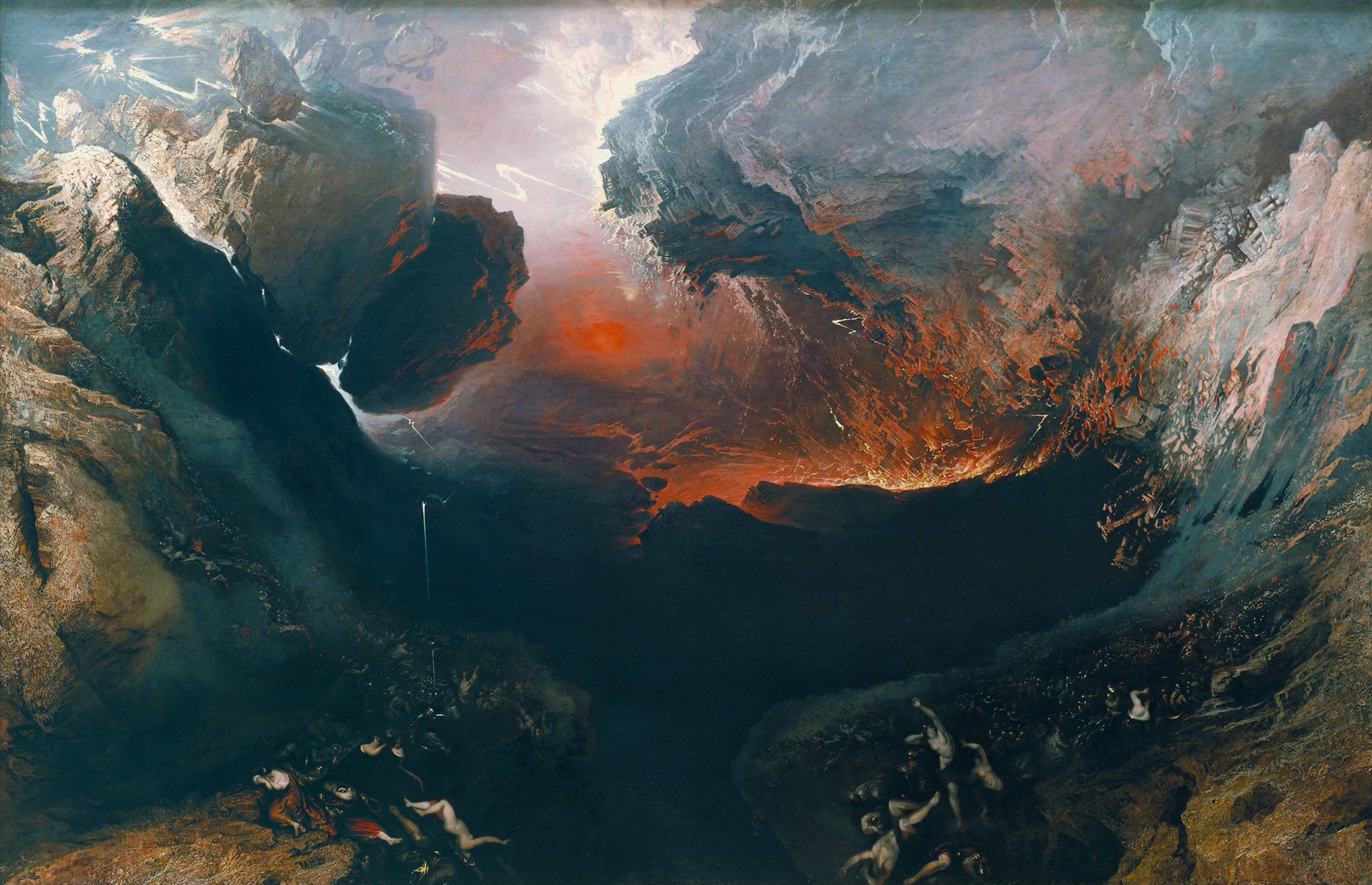
Den stora vredens dag (1851–1853, 197 × 303 cm), Tate Britain. En del av triptyken Yttersta domen baserad på Uppenbarelseboken.